# یژی سنوتا
یژی سنوتا (لهستانی: Jerzy Cnota؛ ‏ ۱۷ اکتبر ۱۹۴۲–۱۰ نوامبر ۲۰۱۶) بازیگر اهل لهستان بود. وی دانش‌آموختهٔ آکادمی ملی هنرهای نمایشی الکساندر زلوروویچ در ورشو بود.
از فیلم‌ها یا مجموعه‌های تلویزیونی که وی در آن‌ها نقش داشته‌است، می‌توان به مروارید دیهیم، سفری برای یک لبخند، یانوشیک، چقدر دور، چقدر نزدیک، با آتش و شمشیر، نمک زمین سیاه، وقتی منو بگیری باهام چکار می‌کنی؟، مرد بی‌نهایت آرام، چهل‌ساله، جهان به روایت خانواده کیپسکی، یانا، در خوشی و سختی، ع چون عشق و تدی خرسه اشاره نمود.